# Cometa Morehouse
El cometa Morehouse (designación formal moderna: C/1908 R1) fue un cometa brillante y no periódico descubierto por el astrónomo estadounidense Daniel Walter Morehouse y observado por primera vez el 1 de septiembre de 1908. Era inusual en las rápidas variaciones observadas en la estructura de su cola. A veces, la cola parecía dividirse en hasta seis colas separadas; en otros, la cola aparecía completamente separada de la cabeza del cometa. La cola era aún más inusual porque se formó mientras el cometa aún estaba a 2 AU del Sol (donde las distancias de 1,5 AU son más habituales), y porque había una alta concentración del ion CO+ en su espectro. Alcanzó su perihelio el 26 de diciembre del mismo año.